# Hunaseghatta, Tiptur
Hunaseghatta là một làng thuộc tehsil Tiptur, huyện Tumkur, bang Karnataka, Ấn Độ.